# Joni Wiman
Joni Wiman (ur. 9 października 1993 roku w Pohja) – fiński kierowca wyścigowy oraz rallycrossowy.

## Kariera
W 2008 roku Joni Wiman zajął drugie miejsce w kartingowych mistrzostwach Europy. Dzięki Pomocy dwukrotnego mistrza świata, Marcusa Grönholma, udało mu się uzbierać fundusze, by rozpocząć stary w bolidach jednomiejscowych.

### Formuła ADAC Masters
Wiman rozpoczął karierę w wyścigach samochodowych w 2010 roku od startów w Formule ADAC Masters. W ciągu trzynasty wyścigów raz stawał na podium. Z dorobkiem 40 punktów ukończył sezon na 11 pozycji w klasyfikacji generalnej.

### Formuła Renault 2.0
W 2010 roku Fin wystartował również w Zimowym Pucharze Formuły Renault. Zwyciężał tam w jednym wyścigu oraz dwukrotnie stawał na podium. Dorobek 129 punktów pozwolił mu zdobyć tytuł wicemistrza serii. Na sezon 2011 podpisał kontrakt z fińską ekipą Koiranen Bros. Motorsport na starty w Europejskim Pucharze Formuły Renault 2.0 oraz Północnoeuropejskim Pucharze Formuły Renault 2.0, w którym wziął udział w czterech rundach. Podczas gdy w edycji europejskiej nie zdobywał punktów, w serii północnoeuropejskiej odniósł jedno zwycięstwo na torze Assen. Fin uzbierał 129 punktów, co  dało mu 11. miejsce w klasyfikacji końcowej.

### Rallycross
Joni Wiman w wieku 15 lat startował w amatorskich zawodach rallycrossowych Folkrace.
W 2012 roku zadebiutował w Mistrzostwach Europy w Rallycrossie. Za kierownicą Renault Clio zaliczył cztery rundy w kategorii S1600. Zawody w Belgii ukończył na drugim miejscu. W Holandii był szósty, a eliminacje w Finlandii oraz Niemczech ukończył na ósmym miejscu. W ciągu sezonu zdobył 36 punktów, co przyniosło mu 13 pozycję w klasyfikacji generalnej.
Na kolejny sezon przeniósł się do Stanów Zjednoczonych.  W zespole Set Promotion Ford zaliczył pełny sezon nowo utworzonej serii GRC Lites. Fin wygrał wszystkie sześć rund, w tym wchodzące w skład X-Games zawody na Irwindale Event Center.
W 2014 roku Joni Wiman został kierowcą zespołu Olsbergs MSE w GRC. Otwierające sezon zawody na Barbadosie ukończył na piątym miejscu. Na X Games Fin nie stawił się na starcie do rundy ćwierćfinałowej i tracąc szanse na awans do półfinału. W Waszyngtonie wywalczył swoje pierwsze podium zajmując trzecią pozycję. Podczas pierwszego dnia podwójnej rundy rozgrywanej w porcie w Los Angeles zajął drugie miejsce, co było jego najlepszym wynikiem w karierze. Drugiego dnia był trzeci. Do ostatniej rundy przystępował jako lider klasyfikacji generalnej z 12 punktami przewagi nad Kenem Blockiem. Po biegach eliminacyjnych jego przewaga stopniała do 10 punktów. W finale wygrał Block, lecz drugie miejsce wystarczyło Finowi do zdobycia tytułu.

## Statystyki
| Sezon | Seria                                         | Zespół                    | Wyścigi | Zwycięstwa | PP | NO | Podium | Punkty | Pozycja |
| ----- | --------------------------------------------- | ------------------------- | ------- | ---------- | -- | -- | ------ | ------ | ------- |
| 2010  | Formuła ADAC Masters                          | Eifelland Racing          | 13      | 0          | 0  | 0  | 1      | 40     | 11      |
| 2010  | Zimowe Mistrzostwa Formuły Renault            | Fortec Motorsport         | 6       | 1          | 0  | 3  | 2      | 129    | 2       |
| 2011  | Europejski Puchar Formuły Renault 2.0         | Koiranen Bros. Motorsport | 8       | 0          | 0  | 0  | 0      | 0      | 32      |
| 2011  | Północnoeuropejski Puchar Formuły Renault 2.0 | Koiranen Bros. Motorsport | 10      | 1          | 0  | 0  | 1      | 129    | 11      |

### Mistrzostwa Europy w Rallycrossie
| 2012 | Renault Clio S1600 | GBR | FRA | AUS | HUN | NOR | SWE | BEL 2 | NED 6 | FIN 8 | GER 8 | 46 | 13 |

### GRC Lites
| 2013 | Set Promotion Ford | Ford Fiesta | NH 1 | BRI 1 | LA 1 | ATL 1 | CHA 1 | LVV 1 | 128 | 1 |

### Global RallyCross
| 2014 | Olsbergs MSE | Ford Fiesta | BAR 5 | AUS ? | WAS 3 | NJO 4 | CHA 4 | DAY 7 | LA1 2 | LA2 3 | SEA 2 | LV 2 | 381 | 1 |